# Lamelligomphus biforceps
Lamelligomphus biforceps – gatunek ważki z rodziny gadziogłówkowatych (Gomphidae). Szeroko rozpowszechniony w rejonie Himalajów; stwierdzony w północnych i północno-wschodnich Indiach (Arunachal Pradesh, Dardżyling, Uttarakhand), Nepalu i Bhutanie, niepewne stwierdzenia z Mjanmy i Pakistanu.